# Vera Frisén
Vera Elisabeth Frisén-Stroh, född 28 juli 1910 i Umeå, Västerbottens län, död den 6 juni 1990 i Stockholm, var en svensk konstnär.
Vera Frisén utbildade sig på Otte Skölds målarskola 1928–1931. Hon fick tbc sommaren 1929 och blev inlagd på Sävsjö sanatorium våren 1930. Efter att ha tillfrisknat återvände hon till konstskolan hösten 1931, men var även fortsättningsvis under 1930-talet i perioder sjuk och inlagd på sanatorier i Sävsjö och i Hällnäs i Västerbotten. Hon vistades i Danmark under några perioder och tillbringade 1938–39 ett halvår i Cagnes i södra Frankrike och i norra Italien, innan hon vid krigsutbrottet återvände till Umeå.
Hon deltog i grupputställningar i Västerbottens konstförenings regi i sin hemstad Umeå och hon medverkade i internationella samlingsutställningar, bland annat en dansk-isländsk-svensk i Århus och Göteborg samt med Ung svensk konst i Danmark och Norge. Tillsammans med Curt Clemens, Lennart Gram, Kurt Carendi och Tage Hedqvist debuterade hon i en utställning på Svensk-franska konstgalleriet 1938 där hon uppmärksammades för sina utsökta blyertsteckningar. Hon hade sin första separatutställning först i april 1941 på Galleri Färg och Form i Stockholm. Hon fick positiv kritik på denna utställning, bland annat av Gustaf Näsström i Stockholms Tidningen, men hon framträdde senare endast vid få utställningar och på en andra separatutställning – också på Galleri Färg och Form – först året före sin död.
Hon målade främst porträtt samt landskapsmålningar med motiv från Västerbotten, bland annat från Kolksele i Vännäs kommun där hon ofta tillbringade vårarna för att måla.
Frisén-Stroh är representerad vid Moderna museet, Västerbottens museum i Umeå, Borås konstmuseum samt i några större privata samlingar. En större brevsamling har donerats till Forskningsarkivet vid Umeå universitetsbibliotek.
Vera Frisén var näst äldsta barn till disponenten vid Umeå Bryggerier Gottfrid Frisén och Jenny Andersson, i en syskonskara på sex barn. Bland syskonen märks Gustav Frisén. Hon var sedan 1942 gift med Olof Stroh (1918–89), sedermera generalsekreterare i Svenska Röda Korset. Paret hade inga barn.